# Short Sunderland
Short S.25 Sunderland – czterosilnikowa łódź latająca konstrukcji brytyjskiej z okresu II wojny światowej, wykorzystywana m.in. do patrolowania tras niemieckich okrętów podwodnych (U-Bootów).

## Historia rozwoju
W latach 30. XX w. firma Short Brothers produkowała pasażerskie łodzie latające, z których najbardziej znana była Short S.23 Empire (ang. imperium). W 1934 r. zaczęto szukać możliwości zbudowania w oparciu o tę konstrukcję samolotu dla Royal Air Force. Pierwszy prototyp z płatem od S.23 został oblatany 16 października 1937 r. 7 marca 1938 r. oblatano ten sam samolot z nowym płatem, a dostawy dla RAF-u rozpoczęto już w czerwcu.
Wyprodukowano 90 sztuk wersji Mk I z silnikami Bristol Pegasus XXII o mocy 1010 KM, uzbrojonych w 5 karabinów maszynowych 7,7 mm i 907 kg bomb. W sierpniu 1941 r. zaczęto budować wersję Mk II z dodatkową grzbietową wieżyczką strzelecką z dwoma karabinami maszynowymi, radarem ASV Mk II i silnikami Bristol Pegasus XVIII o mocy 1065 KM, wyposażonymi w dwustopniową sprężarkę. 6 sztuk wersji Mk II zostało przebudowanych na pocztowo-pasażerski wariant Spartan. Po zbudowaniu 43 egzemplarzy Mk II w grudniu 1941 r. rozpoczęto produkcję wersji Mk III z poprawionym profilem kadłuba. Tych zostało zbudowanych 461 sztuk. Powiększona wersja z silnikami Hercules XIX o mocy 1700 KM początkowo nosiła oznaczenie Mk IV, a w produkcji seryjnej Seaford. Wersja Mk III, ale z amerykańskimi silnikami Pratt & Whitney Twin Wasp R-1830 i nowocześniejszym radarem ASV Mk IV C nosiła oznaczenie Mk V. Wyprodukowano ich 155 sztuk, co daje łącznie 749 egzemplarzy wszystkich wersji.

## Użycie operacyjne
Łodzie latające Short Sunderland były używane przez Royal Air Force na wszystkich teatrach operacyjnych II wojny światowej. Brały udział w bitwie o Atlantyk, dywizjony RAF stacjonujące we wschodniej Afryce patrolowały Ocean Indyjski. Używany był również przez współpracujące z RAF dywizjony Royal Australian Air Force, Royal Canadian Air Force i Royal New Zealand Air Force. Samoloty dywizjonu 330 RAF były obsadzone przez załogi norweskie. Także siły lotnicze Wolnej Francji używały Sunderlandów w składzie 343 dywizjonu RAF stacjonującego w Dakarze.
Pierwszym U-Bootem, w zatopieniu którego miały udział Sunderlandy, był U-55, zniszczony 31 stycznia 1940 r. wspólnie z okrętami Royal Navy i Marine Nationale przez samolot z 228 dywizjonu RAF. Ogółem 27 niemieckich okrętów podwodnych zostało zatopionych przez lub przy udziale załóg Sunderlandów (w 1940 r.: U-55, U-26; w 1942: U-559; w 1943: U-465, U-663, U-753, U-440, U-563, U-607, U-461, U-383, U-454, U-106, U-489, U-610; w 1944: U-426, U-571, U-625, U-675, U-955, U-970, U-243, U-1222, U-385, U-270, U-107, U-297).
Silne uzbrojenie defensywne pozwalało załogom łodzi latających skutecznie bronić się przed atakami samolotów Luftwaffe i przyczyniło się do nadania maszynie przez niemieckich pilotów przydomka „Latający jeżozwierz” (niem.: Fliegendes Stachelschwein, ang.: Flying Porcupine). 3 kwietnia 1940 r. Sunderland zaatakowany przez sześć myśliwców Junkers Ju 88 zestrzelił jednego z nich, drugiego uszkodził, a pozostałe zmusił do odwrotu.
Po zakończeniu II wojny światowej część dywizjonów latających na Sunderlandach została rozformowana. Wciąż pozostające w służbie czynnej samoloty dywizjonów 201 i 230 wzięły udział w berlińskim moście powietrznym, startując z Łaby koło Hamburga i lądując na Haweli. Od 5 lipca do zalodzenia rzeki 15 grudnia 1948 r. wykonały ponad 1000 lotów, przewożąc 4500 ton zaopatrzenia oraz ewakuując 1113 dzieci. Szczególnie nadawały się spośród samolotów do transportu soli z uwagi na przystosowanie do kontaktu z wodą morską i zabezpieczenia przed korozją. Sunderlandy z dywizjonów 88, 205 i 209 brały udział w zwalczaniu partyzantki na Malajach, wykonując 958 misji bombardowań w latach 1948–1958.
Ostatnie łodzie latające Short Sunderland zostały wycofane ze służby w dywizjonach RAF na Dalekim Wschodzie w 1959 r.

## Short Seaford
Short S.45 Seaford był powiększonym wariantem samolotu Short Sunderland zaprojektowanym do działań na Pacyfiku. Oznaczony początkowo jako Sunderland Mk IV, różnił się od pierwowzoru zmodyfikowanym kadłubem, skrzydłami o większej rozpiętości, powiększonym usterzeniem poziomym, wzmocnionym uzbrojeniem i mocniejszymi silnikami. Oblot prototypu miał miejsce 30 sierpnia 1944 r. Jedynie sześć z zamówionych 30 egzemplarzy seryjnych zostało zbudowanych i weszło do służby już po zakończeniu II wojny światowej. Po anulowaniu zamówienia wszystkie przebudowano na 39-miejscowe samoloty pasażerskie dla BOAC, pod nazwą Solent 3.

## Opis konstrukcji
Czterosilnikowa łódź latająca, dziesięcioosobowy górnopłat konstrukcji metalowej. Przednia część kadłuba podzielona była na dwa pokłady. Na górnym znajdowały się stanowiska pilotów (obok siebie), mechanika pokładowego, radiotelegrafisty i strzelców. Stanowisko bombardiera było w samym nosie kadłuba, pod wieżyczką strzelecką – która mogła być chowana do wnętrza kadłuba podczas operacji związanych z cumowaniem samolotu. Na dolnym pokładzie znajdowały się miejsca do odpoczynku załogi, kuchnia, toaleta i przedział bombowy. Bomby były podwieszane na szynach z wyrzutnikami, elektrycznie wysuwanych do zrzutu przez boczne drzwi komory bombowej pod przykadłubowymi częściami skrzydeł. Uzbrojenie obronne umieszczone było w dwóch (w wersji Mk I) lub trzech wieżyczkach strzeleckich: przedniej i grzbietowej z dwoma oraz ogonowej z czterema karabinami maszynowymi kal. 7,7 mm i dwóch bocznych stanowiskach strzeleckich, po jednym karabinie maszynowym kal. 12,7 mm w każdym. Ponadto do atakowania załóg wynurzonych U-bootów w wersjach Mk III i Mk V montowano cztery stałe, strzelające do przodu karabiny maszynowe kal. 7,7 mm obsługiwane przez pilota, z możliwością instalowania dodatkowych karabinów w warunkach polowych. Short Sunderland mógł zabierać normalnie 907 kg (2000 funtów) bomb, bomb głębinowych lub min morskich. Cięższe bomby musiały być podwieszane od zewnątrz, za pomocą łodzi, natomiast lżejsze mogły być ładowane na wyrzutniki od wewnątrz kadłuba. Można było przenosić 8 bomb o masie do 113 kg (250 funtów) lub 4 bomby o masie 227 kg (500 funtów). Typowym ładunkiem bojowym było 8 bomb głębinowych Mk VIII o masie 113 kg. Podawana bywa też masa uzbrojenia 2250 kg.